# Xuân Đám
Xuân Đám là một xã thuộc huyện đảo Cát Hải, thành phố Hải Phòng, Việt Nam. 

## Địa lý
Xã nằm ở phần phía nam của đảo Cát Bà, hòn đảo lớn thứ ba Việt Nam. Trên đảo chính, Xuân Đám giáp với xã Hiền Hào ở phía bắc và giáp với xã Trân Châu ở phía đông, các hướng còn lại giáp biển.
Xã có diện tích 12,2 km², dân số khoảng 800 người., mật độ dân số đạt 66 người/km². 

## Hành chính
Xuân Đám được chia thành 4 xóm được đánh số từ 1 đến 4.